# Incasoctenus perplexus
Genre
Espèce
Incasoctenus perplexus, unique représentant du genre Incasoctenus, est une espèce d'araignées aranéomorphes de la famille des Xenoctenidae.

## Distribution
Cette espèce est endémique du Pérou.

## Publication originale
- Mello-Leitão, 1942 : Cinco aranhas novas do Perú. Revista Brasileira de Biologia, vol. 2, p. 429-434.